# Christiania Bank og Kreditkasse
Christiania Bank og Kreditkasse, (1848 – 2000), lokalt omtalt som Kreditkassen eller K-bank og internationalt som Christiania Bank var et norsk bank- og finansieringsselskab, som blev slået sammen med finske Merita Bank, svenske Nordbanken og danske Unibank i 2000.
Denne fusion udgør i dag Nordea.
Christania Bank, blev etableret i 1848, og blev anset for at være Norges ældste bank. Banken havde store tab i slutningen af 1980erne og i begyndelsen af 1990erne, hvilket medførte en alvorlig økonomisk krise i 1991.
Banken blev erklæret teknisk konkurs, og for at redde virksomheden overtog staten banken og tilførte ny kapital for at undgå konkurs og blev eneejer.
I 1995 frasolgte staten andele af aktiebeholdningen men fastholdt en aktiemajoritet på 51,1%.
I 2000 solgte staten de resterende aktier i selskabet, hvilket gav anledning til fusionering med Nordea.